# Pseudo-euclidische ruimte
Een pseudo-euclidische ruimte is een eindige-dimensionale reële vectorruimte samen met een niet-gedegenereerde, niet-definiete kwadratische vorm. Zo'n kwadratische vorm kan, na een verandering in coördinaten, geschreven worden als 
{\displaystyle q(x)=\left(x_{1}^{2}+\cdots +x_{k}^{2}\right)-\left(x_{k+1}^{2}+\cdots +x_{n}^{2}\right)}
waarin {\displaystyle x=(x_{1},\ldots ,x_{n})}, het getal {\displaystyle n} de dimensie van de ruimte is, en {\displaystyle 1\leq k<n}.
Een zeer belangrijke pseudo-euclidische ruimte is de minkowski-ruimte, het wiskundige kader, waarin Albert Einsteins speciale relativiteitstheorie het meest natuurlijk in wordt geformuleerd. Voor een minkowski-ruimte geldt dat {\displaystyle n=4} en {\displaystyle k=3}. Voor echte euclidische ruimten geldt dat {\displaystyle k=n}, zodat de kwadratische vorm dus positief-definiet en niet indefiniet is. 
Een andere pseudo-euclidische ruimte is het vlak {\displaystyle z=x+yj}, dat bestaat uit de split-complexe getallen, uitgerust met de kwadratische vorm 
{\displaystyle \|z\|=zz^{*}=z^{*}z=x^{2}-y^{2}}.

In een pseudo-euclidische ruimte wordt de grootte van een vector {\displaystyle x=(x_{1},\ldots ,x_{n})} gedefinieerd als {\displaystyle q(x)}. Anders dan in een euclidische ruimte, zijn er in een pseudo-euclidische ruimte vectoren ongelijk aan de nulvector maar met grootte nul, en ook vectoren met negatieve grootte. 
Geassocieerd met de kwadratische vorm {\displaystyle q} is het pseudo-euclidische inwendig product
{\displaystyle \langle x,y\rangle =(x_{1}y_{1}+\ldots +x_{k}y_{k})-(x_{k+1}y_{k+1}+\ldots +x_{n}y_{n}).}
Deze bilineaire vorm is symmetrisch, maar niet positief-definiet, zodat het geen "echt" inwendig product is. 
Een interessante eigenschap van de pseudo-euclidische ruimte is dat er in deze ruimte niet alleen een eenheidsbol {\displaystyle \{x|q(x)=1\}} is, maar ook een tegenbol {\displaystyle \{x|q(x)=-1\}}. Deze hyperoppervlakken zijn in werkelijkheid gegeneraliseerde hyperboloïden.

## Voetnoten
1. ↑   "Niet gedegenereerd" komt er hier op neer dat er geen termen ontbreken.